# Ottendorf (Sebnitz)

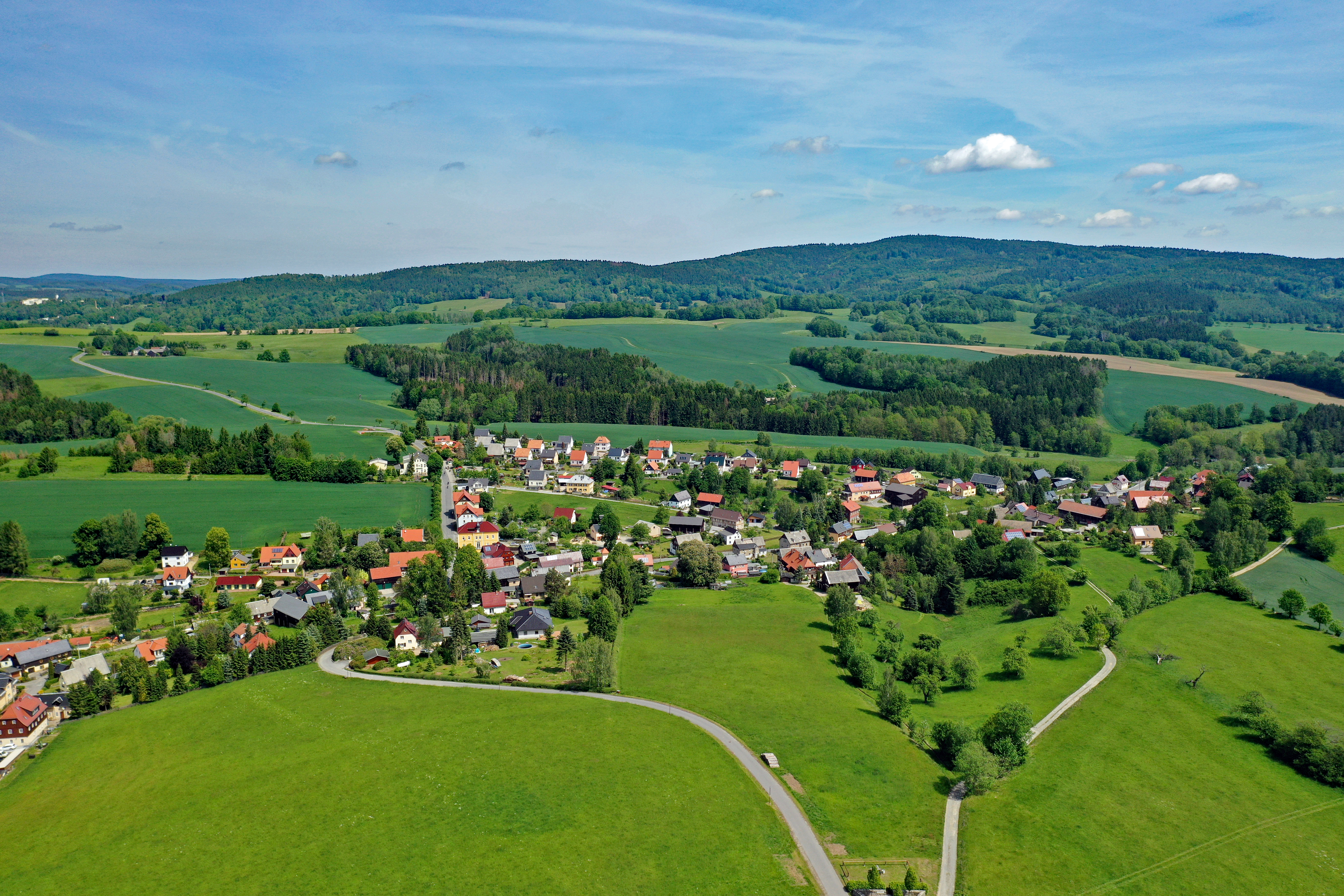
Luftbild

Ottendorf ist ein Stadtteil der Großen Kreisstadt Sebnitz im Landkreis Sächsische Schweiz-Osterzgebirge, Sachsen.

## Geographie

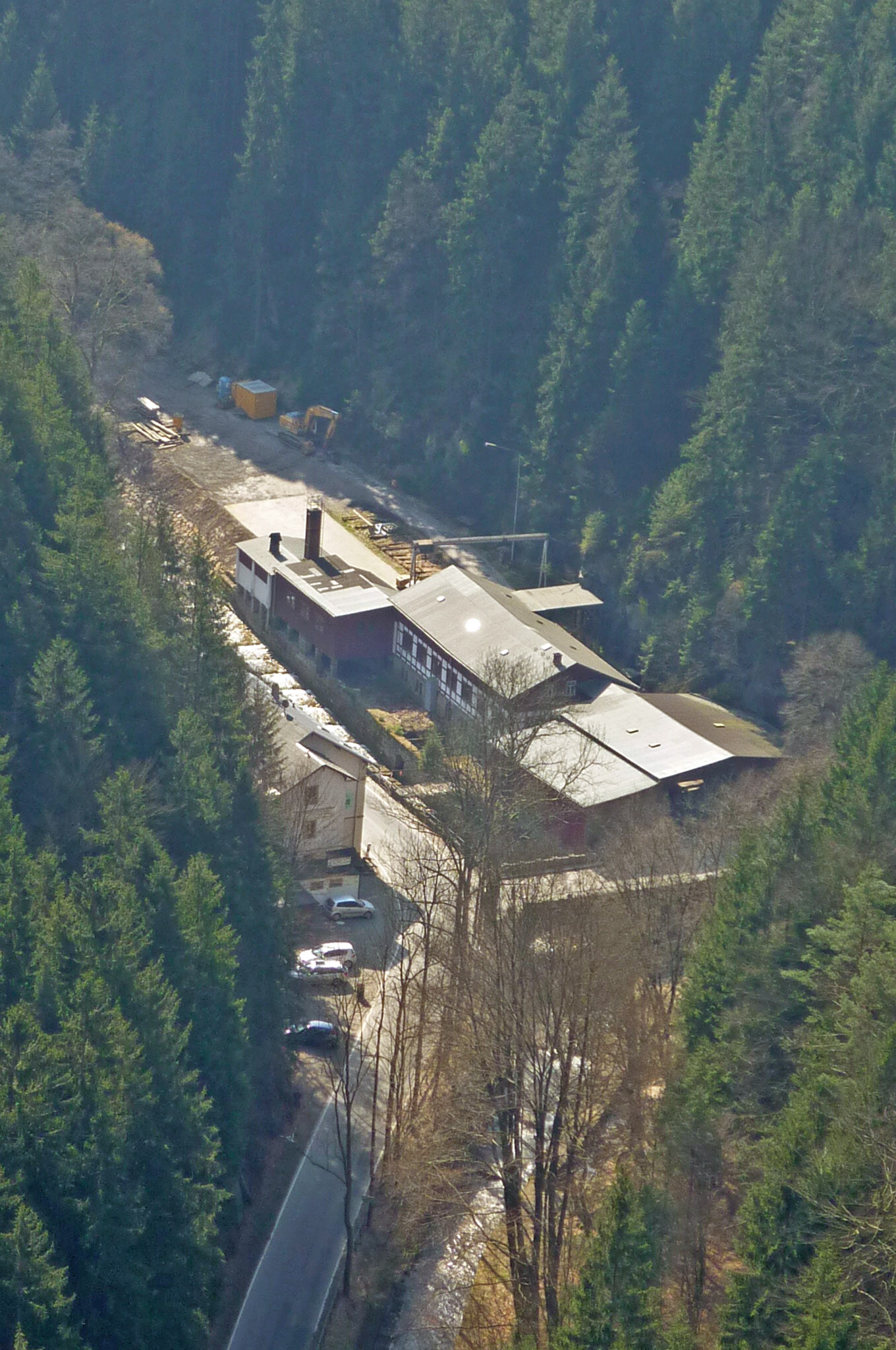
Felsenmühle bei Ottendorf

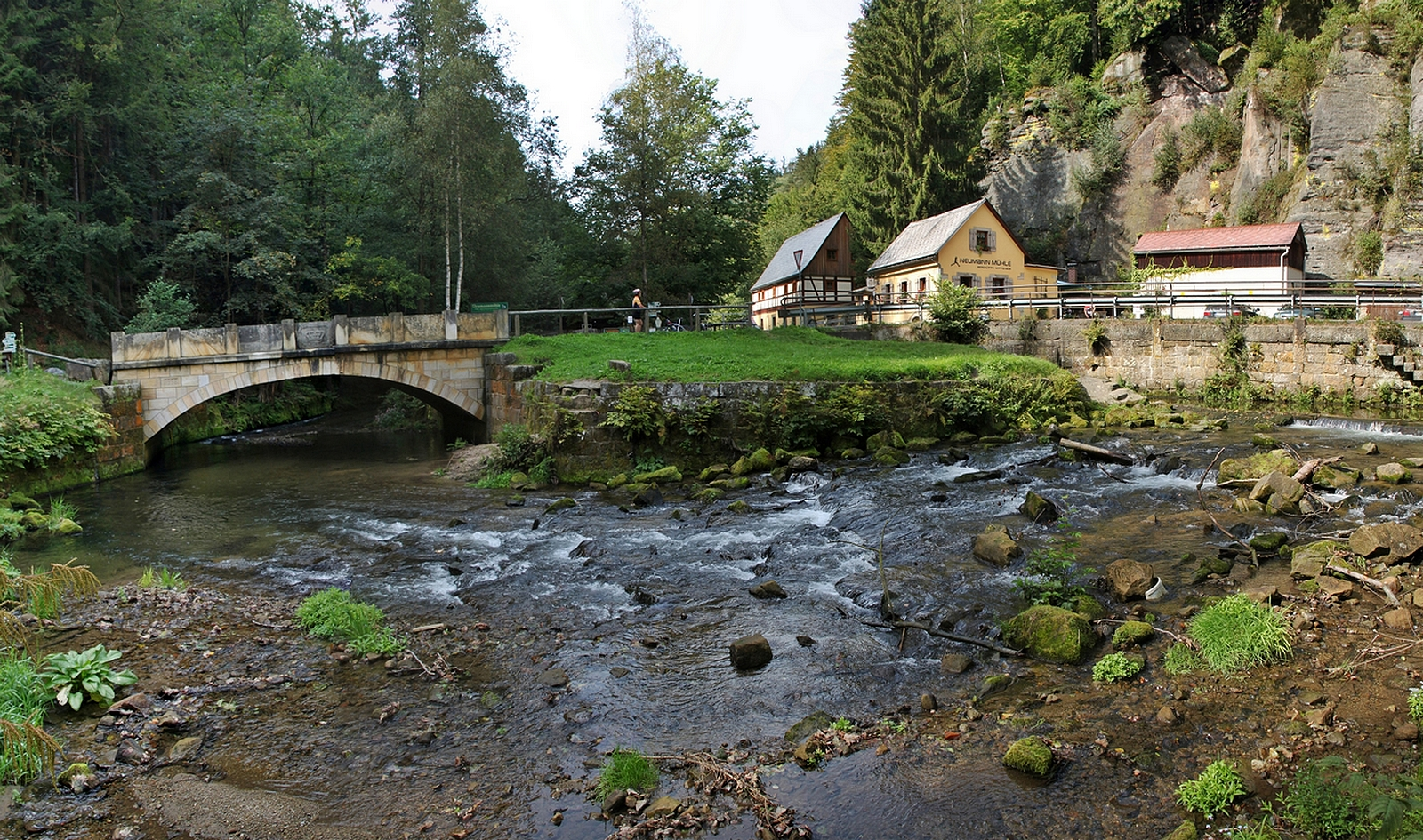
Kirnitzsch mit Neumannmühle

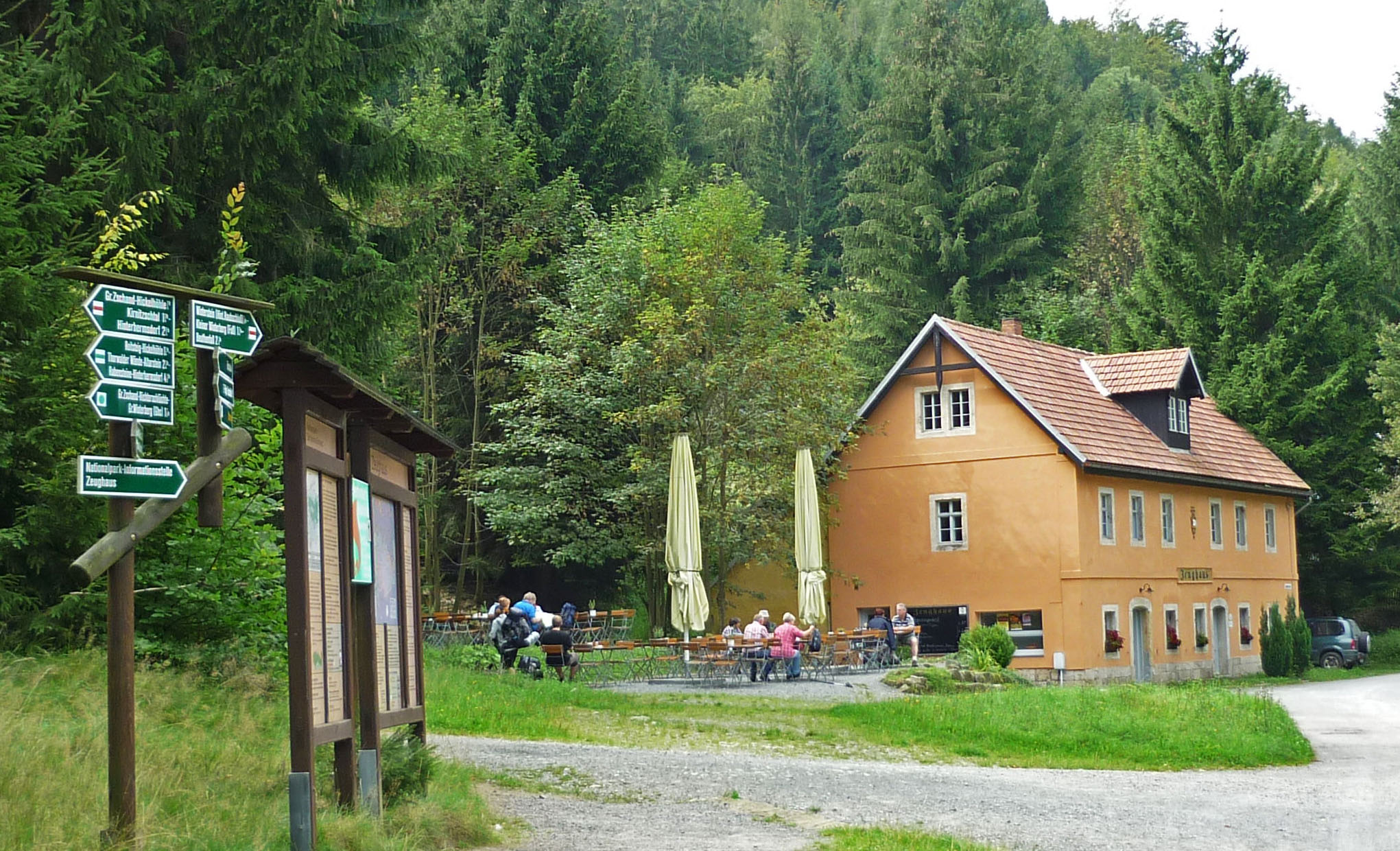
Zeughaus

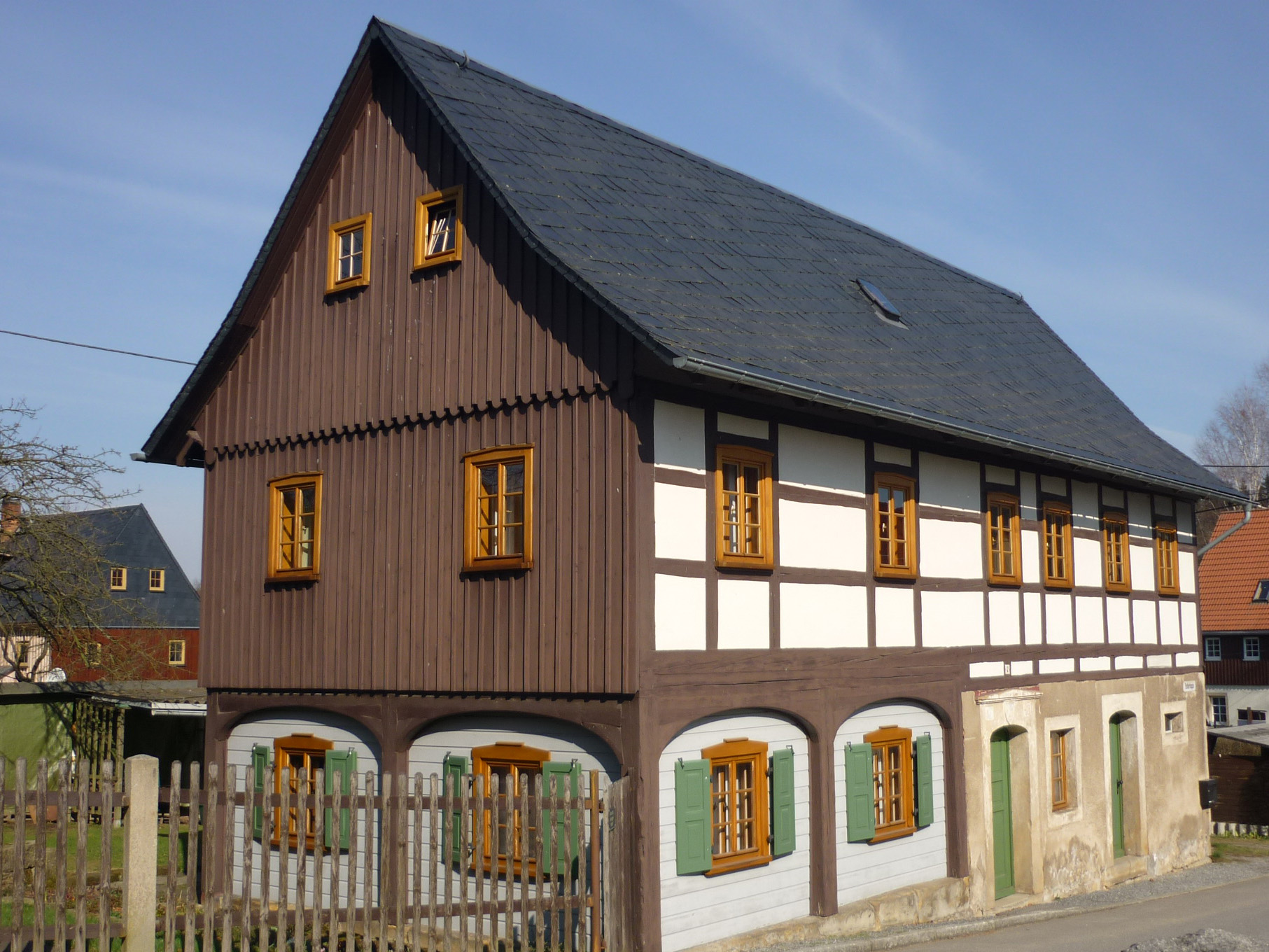
Ein Umgebindehaus in Ottendorf

Im Jahr 2019 hatte Ottendorf 355 Einwohner. Es liegt im rechtselbischen Teil der Sächsischen Schweiz auf der Hochfläche zwischen den Flüssen Sebnitz im Norden und Kirnitzsch im Süden. Der von Umgebinde- und Fachwerkhäusern geprägte Ort befindet sich im Zentrum einer nahezu komplett von bewaldeten Hanglagen umgebenen, nur nach Norden offenen Rodungsfläche. Höchster Punkt im näheren Umfeld des Ortes ist die 367 Meter hohe Endlerkuppe, die unmittelbar südlich von Ottendorf liegt. Von dem als „Kanzel der Hinteren Sächsischen Schweiz“ bezeichneten Aussichtspunkt auf dem Großstein am Rand des Kirnitzschtals bietet sich ein Panoramablick über das nahe Kuhstall-Gebiet hin zu den Affensteinen und zum Großen Winterberg.
Zu Ottendorf gehört auch der östlich davon verlaufende Dorfbachgrund, in dem sich die Ortslagen Lochräumicht und Ottendorfer Räumicht befinden. Östlich dieses Bereichs erstreckt sich die Gemarkung Ottendorf unter Einschluss der Kuhschlüchte, Städelschlüchte, der Burg Arnstein und des Goldbachgrunds bis hin zur Kleinsteinhöhle, wo die östliche Nachbargemarkung Saupsdorf angrenzt. Nördlich benachbart ist Hertigswalde. Im Westen grenzt entlang der Talkante zum Knechtsbachgrund mit Lichtenhain ein weiterer Sebnitzer Ortsteil an.
Südlich der Kirnitzsch liegt der etwas größere Teil der Gemarkung Ottendorf, der zum Nationalpark Sächsische Schweiz, teils sogar zu dessen Kernzone, gehört. Dieser komplett bewaldete Bereich erstreckt sich zwischen dem Kirnitzschtal im Norden und Osten, wo Hinterhermsdorf angrenzt, der Staatsgrenze zu Tschechien im Süden und dem Großen Zschand im Westen, einem sechs Kilometer langen Trockental, das die Grenze zur Flur des westlich benachbarten Bad Schandauer Ortsteils Ostrau bildet. In diesem südlichen, noch zu Ottendorf gehörenden Bereich befinden sich auch das Zeughaus, der Thorwald sowie in den Thorwalder Wänden die Hickelhöhle, die zweitgrößte Höhle der Sächsischen Schweiz. Eine dominante Erhebung in dem Bereich ist der Raumberg. Nahe der Grenze zu Tschechien im äußersten Südosten der Flur erinnert der Luchsstein von 1743 an den letzten in der Sächsischen Schweiz nachweislich erlegten Luchs. Mit dem Altarstein befindet sich ein weiterer bedeutender Gedenkstein in dessen Nähe. Eine der wenigen Lichtungen im Gebiet südlich der Kirnitzsch ist Buschmüllers Räumicht unweit südöstlich der Buschmühle. Dort liegt die 1543 erstmals erwähnte Wüstung Jentschdörfel.

## Geschichte

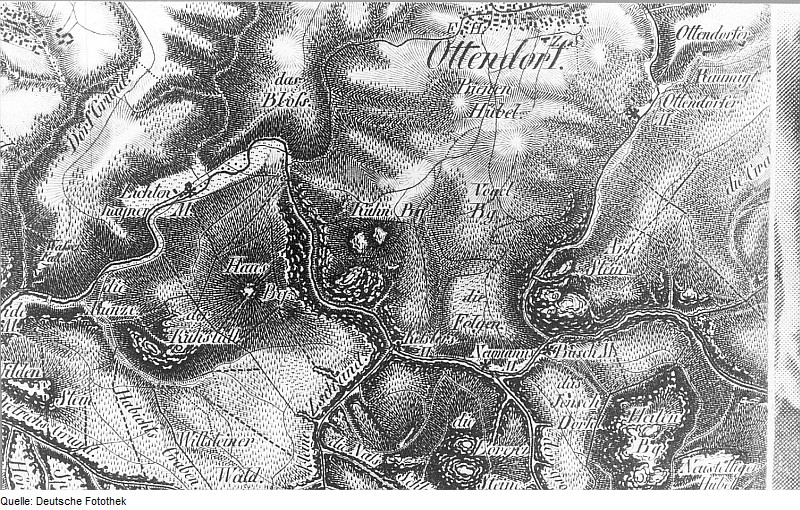
Tal der Kirnitzsch bei Ottendorf auf einer Karte aus dem Oberreitschen Atlas, 1820er Jahre

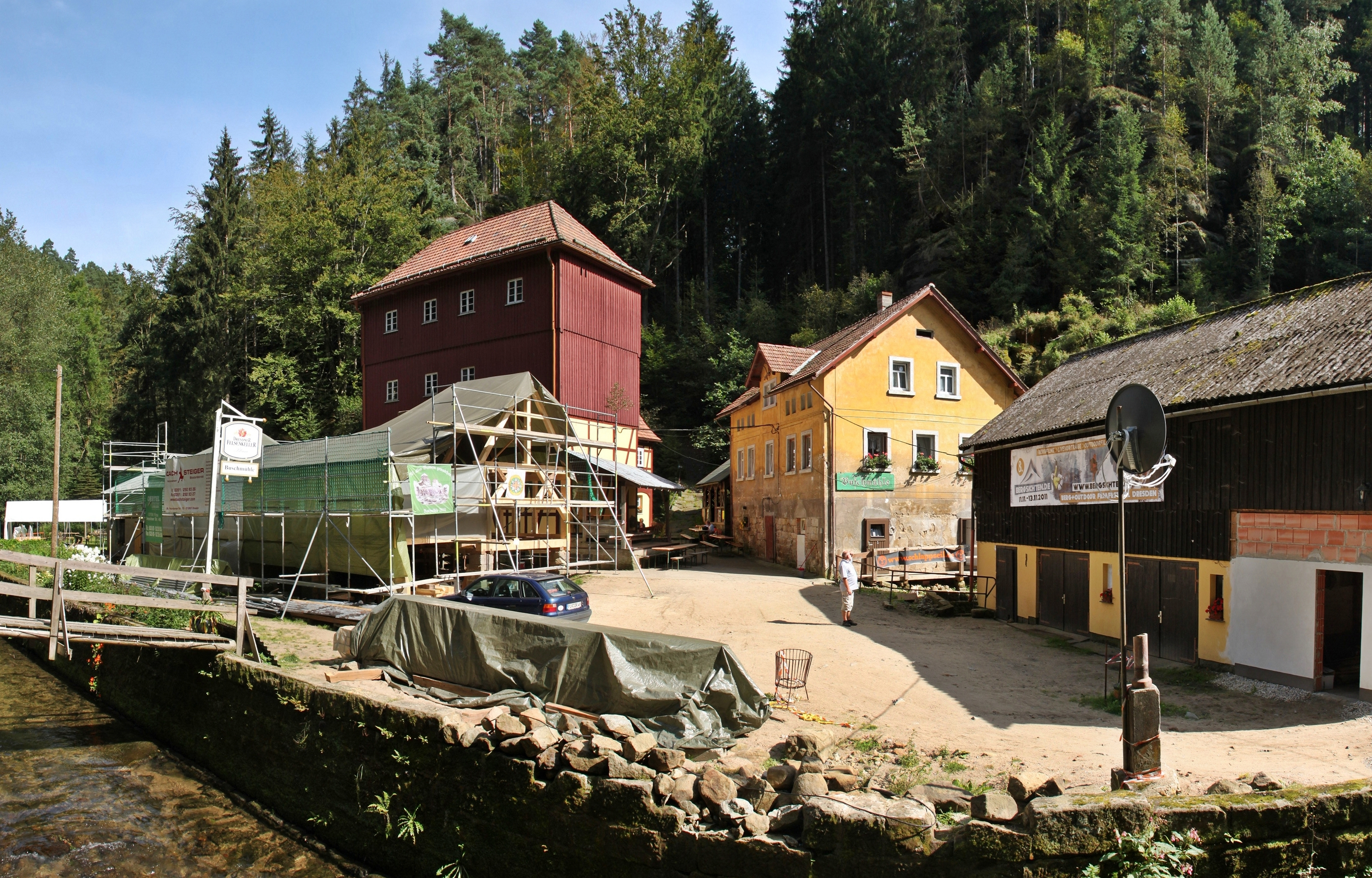
Buschmühle bei Ottendorf

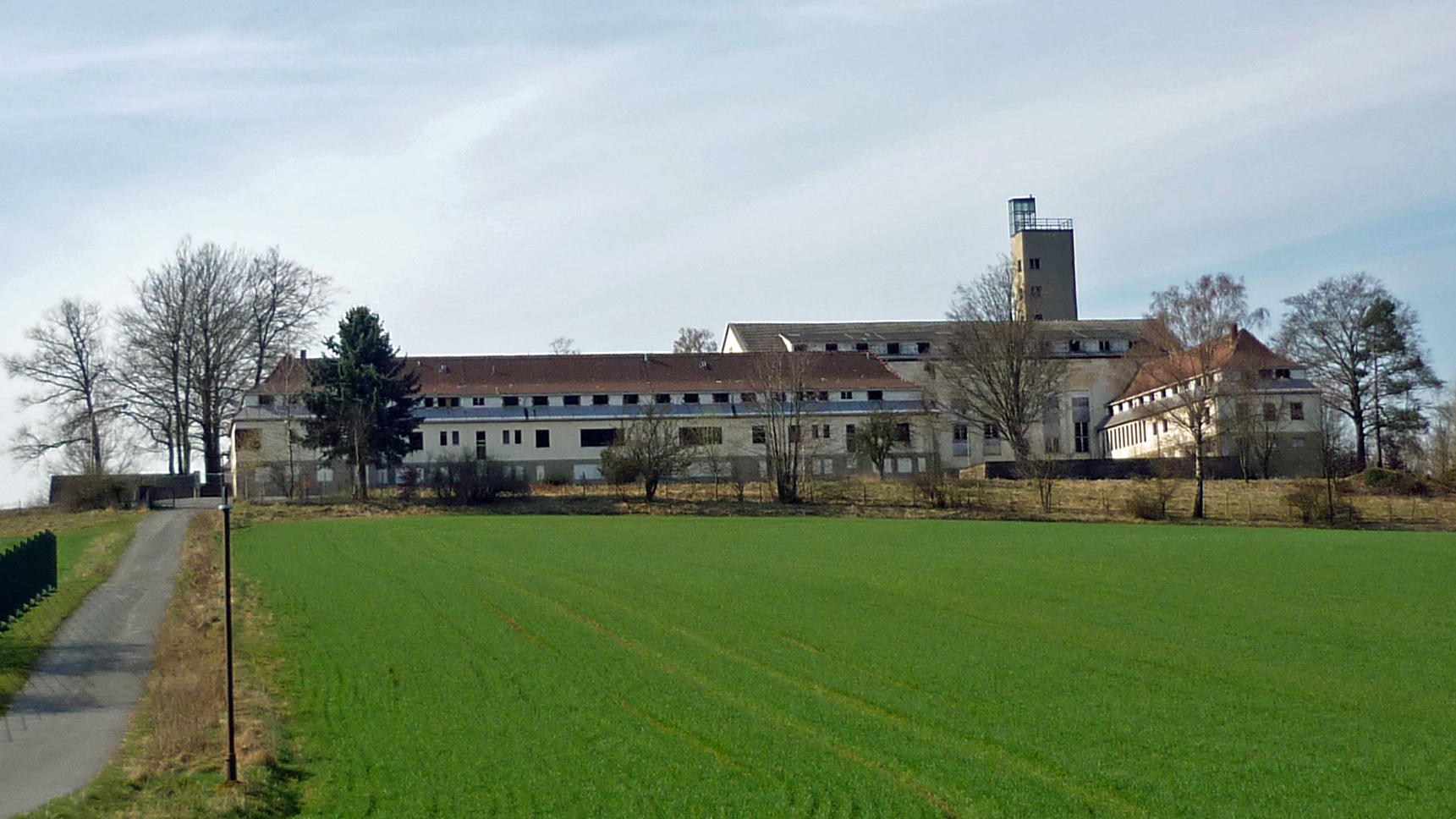
Nach Plänen von Kurt Bärbig errichtetes ehemaliges Jugenderholungsheim auf der Endlerkuppe bei Ottendorf

Der Ortsname ist, genau wie die Namen der meisten Orte in der Umgebung, nicht slawischen, sondern deutschen Ursprungs. Er setzt sich aus zwei Bestandteilen zusammen, einer Variante des vermutlich auf den örtlichen Lokator zurückzuführenden Vornamens „Otto“ und „Dorf“. Erstmals erwähnt wurde das Dorf 1446 unter dem Namen „Othendorff“ als Teil der im Besitz der auf Burg Wildenstein ansässigen Berken von der Duba befindlichen Herrschaft Wildenstein. Als diese am 8. April 1451 zu Sachsen kam, hieß der Ort „Ottindorf“. Da Ottendorf in Sachsen ein häufiger vorkommender Ortsname ist, wurden Zusätze nötig. Um den Ort insbesondere vom 30 Kilometer weiter westlich gelegenen gleichnamigen heutigen Ortsteil von Bahretal, das ebenfalls im Landkreis Sächsische Schweiz-Osterzgebirge liegt, unterscheiden zu können, hieß er 1791 „Ottendorf bey Schandau, auch Hinter-Ottendorf gen[annt]“, und 1875 „Ottendorf b. Sebnitz (Hinterottendorf)“. Der Zusatz „Hinter-“ bezieht sich wie beim benachbarten Hinterhermsdorf auf die Lage in der Hinteren Sächsischen Schweiz. Weil in der Zeit des Nationalsozialismus die Bezeichnung deutscher Landschaften als „Schweiz“ amtlich verpönt war, wurde mit Wirkung vom 19. Oktober 1938 in den Gemeindenamen von Ottendorf und sieben weiteren Kommunen in der Region der amtliche Zusatz „Sächsische Schweiz“ durch „Amtshauptmannschaft Pirna“ bzw. ab Januar 1939 „Kreis Pirna“ ersetzt.
Ottendorf entstand als Waldhufendorf im Zuge der Deutschen Ostsiedlung. Als Amtsdorf unterstand es mit seiner annähernd zehn Hufen großen Waldhufenflur in grundherrschaftlicher, erbgerichtlicher und verwalterischer Hinsicht vom 16. bis ins 19. Jahrhundert direkt dem Amt Hohnstein. Zinspflichtig waren die Bewohner zudem einem ortsansässigen Lehnrichter. Eingepfarrt war und ist Ottendorf nach Sebnitz. Auf Grundlage der Landgemeindeordnung von 1838 erlangte Ottendorf Selbstständigkeit als Landgemeinde, deren Verwaltung 1856 dem Gerichtsamt Sebnitz oblag. Ottendorf war 1875 Teil der Amtshauptmannschaft Pirna, die Größe der Gemeindeflur betrug im Jahre 1900 rund 547 Hektar. Auf ihr wurde vorwiegend Landwirtschaft betrieben. Dies geschah einerseits in der unmittelbaren Umgebung des Ortes selbst und andererseits auf etwas abgelegeneren Räumichten. Zu diesen Bergweideflächen, der lokalen Form der Alm, gehörten der Lochräumicht, der Ottendorfer Räumicht und Buschmüllers Räumicht.
Zudem gab es mehrere alte Mühlenanlagen auf Ottendorfer Gebiet. In der ab 1919 zu einem Sägewerk ausgebauten, ursprünglich aber als Getreidemühle errichteten Pietzschmühle im Dorfbachgrund nahe dem Lochräumicht wuchs Elias Hesse (* 13. November 1657 in Ottendorf) auf, ein deutscher Asienreisender des 17. Jahrhunderts, der einen Bericht über seine Reise nach Südostasien (Ostindien) hinterließ. Die Neumannmühle an der Kirnitzsch wurde 1576 erstmals erwähnt und ist seit 1996 als Technisches Denkmal und Schauanlage der Öffentlichkeit zugänglich. Die etwas weiter flussaufwärts gelegene Buschmühle diente als letzte Mühle des Kirnitzschtals noch bis 1992 als Mahlmühle, seitdem ist sie eine reine Gaststätte und Wanderherberge.
Von 1816 bis 1828 lebte der Orgelbauer Christian Gottfried Herbrig in Ottendorf. Im Jahre 1898 gründete sich die Freiwillige Feuerwehr Ottendorf, 1913 der örtliche Kleingartenverein. Nach Plänen von Kurt Bärbig entstand 1928/29 auf der Endlerkuppe ein großes Jugenderholungsheim. Ab 1933 diente es dem Bund Deutscher Mädel als Lager, nach 1946 der SED als Landes- und später als Kreisparteischule „Fritz Heckert“. Seit 1990 steht das Gebäude leer und verfällt.
Im Jahre 1994 fusionierte Ottendorf, das seit 1952 dem Kreis Sebnitz zugeordnet war, mit Lichtenhain und Saupsdorf zur Gemeinde Kirnitzschtal. Im gleichen Jahr ging aus dem Kreis Sebnitz durch Fusion zunächst der Landkreis Sächsische Schweiz und 2008 der Landkreis Sächsische Schweiz-Osterzgebirge hervor. Seit dem 1. Oktober 2012 gehört Ottendorf als Teil Kirnitzschtals zur Großen Kreisstadt Sebnitz. Eine der wichtigsten Erwerbsquellen der Einwohner ist der Tourismus. Im Dorf gibt es mehrere Gasthäuser, nämlich den Gasthof "Zum Kirnitzschtal" und die "Ottendorfer Hütte", sowie mehrere Ferienwohnungen. Im Jahr 2007 belegte Ottendorf beim Wettbewerb Unser Dorf hat Zukunft  des Sächsischen Staatsministeriums für Umwelt und Landwirtschaft den ersten Platz im Landkreis Sächsische Schweiz.

## Verkehr
Wichtigste Straße im Ort ist die Kreisstraße 8738, die von Hertigswalde kommend durch Ottendorf ins Kirnitzschtal verläuft. Dort trifft sie auf die von Bad Schandau nach Sebnitz führende Staatsstraße 165 (Kirnitzschtalstraße). An den ÖPNV ist Ottendorf über die Buslinie 269 des Regionalverkehrs Sächsische Schweiz-Osterzgebirge angebunden. Mehrere Fernwanderwege führen durch die Ottendorfer Flur, darunter Malerweg, Lausitzer Schlange und Panoramaweg.

## Einwohnerentwicklung
| Jahr    | Einwohner                      |
| ------- | ------------------------------ |
| 1547/51 | 17 Besessene Mann, 19 Inwohner |
| 1764    | 14 Besessene Mann, 33 Häusler  |
| 1834    | 485                            |
| 1871    | 598                            |
| 1890    | 729                            |
| 1910    | 835                            |
| 1925    | 786                            |
| 1939    | 708                            |
| 1946    | 728                            |
| 1950    | 713                            |
| 1964    | 621                            |
| 1990    | 466                            |
| 2011    | 413                            |
| 2019    | 355                            |

## Persönlichkeiten
- Harald Karas (1927–2015), Journalist